# IC 1406
IC 1406 ist eine elliptische Galaxie vom Hubble-Typ E im Sternbild Aquarius auf der Ekliptik. Sie ist schätzungsweise 374 Millionen Lichtjahre von der Milchstraße entfernt.
Das Objekt wurde am 5. November 1891 von Stéphane Javelle entdeckt.